# Діабаз

 Діаба́з (рос. диабаз, англ. diabase, нім. Diabas m) — палеотипний аналог основних магматичних гірських порід (базальту і долериту). 

## Загальний опис
Складається з плагіоклазу (найчастіше лабрадору), по якому розвиваються альбіт, преніт, епідот, цоїзит, карбонати; моноклінного піроксену, олівіну і серпентинових псевдоморфоз; 
магнетиту і титаномагнетиту з вторинним лейкоксеном.
Колір темно-сірий або зеленувато-чорний.
Структура: офітова, долеритова, пойкілоофітова, інтерсертальна, афірова, порфіровидна.
Хімічний склад діабазу (%): SiO2 49,04; TiO2 1,46; Al2O3 15,68; FeO3 4,04; FeO 7,70; MnO 0,26; MgO 5,88; CaO 9,28; Na2О 2,84; K2O 0,92; P2O5 0,26.
- Густина 2,79—3,30;
- Модуль Юнга 10,7 ГПа;
- Коефіцієнт Пуассона 0,22.

В Україні діабаз зустрічається в межах Українського щита. Також діабаз зустрічається в Росії — на Кавказі, в Карелії і Сибіру; Німеччині; Чехії; Великій Британії; Скандинавії; США; Франції та інших країнах.